# Elsa Gidoni
Elsa Gidoni-Mandelstamm (* 12. März 1899 in Riga, Gouvernement Livland; † 19. April 1978 in Washington) war eine deutsch-amerikanische Architektin und Designerin für Innenarchitektur.

## Leben
Elsa Mandelstamm war deutsch-jüdischer Abstammung. Sie war eine Cousine des Dichters Ossip Mandelstam. Gidoni machte ihren Schulabschluss in Berlin und studierte danach an der Kunstakademie St. Petersburg und an der Technischen Hochschule Berlin-Charlottenburg Kunst, Design und Architektur.
1929 gründete sie ihr eigenes Büro für Innenarchitektur in Berlin-Schöneberg, das sie bis 1933 führte. Nach der Ernennung Adolf Hitlers zum Reichskanzler flüchtete Elsa Gidoni 1933 nach Palästina und eröffnete in Tel Aviv ein Architekturbüro, das unter dem Namen Elsa Gidoni zahlreiche Bauwerke errichtete. 1938 emigrierte sie in die USA und war bis 1942 für die Architekten Meyer & Whittlesey in New York tätig. 1942 bis 1945 war Elsa Gidoni für Fellheimer & Wagner in New York als Innenarchitektin tätig und von 1945 bis 1967 als Structural Engineer bei Kahn & Jacobs, New York.
Mitte 1967 ging Elsa Gidoni in Rente und erhielt den Emeritus-Status des American Institute of Architects (AIA) und siedelte zusammen mit ihrem Ehemann Alexis Gluckman nach Washington, D. C. um.
Im April 1978 verstarb Elsa Gidoni im Alter von 77 Jahren in ihrem Haus in Washington.

## Werke (Auszug)
- Moderner Geschirrschrank für  Speisezimmer, Berlin,  1930
- Schwedischer Pavillon für die Levante-Messe, Tel Aviv, 1934
- Haus der Pionierinnen „Beith Hachalutzot“, Tel Aviv, 1936
- Café-Restaurant am Strand von Tel Aviv, 1936
- Mitarbeit an der Ausstellungseinrichtung  „General Motors Futurama“ auf der New Yorker Weltausstellung, 1939
- Verschiedene Industriebauten für die Chemietechnik, New York, 1942–1945 (für Fellheimer & Wagner)
- Inneneinrichtung einer Bibliothek, Council for Pan-American Democracy, 1946
- Bei Kahn & Jacobs Mitarbeit an zahlreichen Bauten und Projekten in New York und Umgebung, 1945–1967
- Konstruktion des Seagram Building, zusammen mit Ludwig Mies van der Rohe, New York, 1954
- Entwürfe für das Kaufhaus „Hecht und Co.“ mit Parkhaus, Ballston, Virginia, 1956